# Целуйко Олександр Петрович
Олекса́ндр Петро́вич Целу́йко (нар. 5 серпня 1972, Самбір, Львівська область) — фахівець із спеціальних історичних дисциплін, генеалог. Доцент (2009), Кандидат історичних наук (2003). 

## Життєпис
Народився 1972 року в місті Самборі Львівської області у сім'ї службовців. У 1987 році закінчив Самбірську середню школу № 2. У 1987—1991 роках навчався у Самбірському педагогічному училищі, у 1991—1996 роках — історичному факультету Львівського університету.
З 1996 року — завідувач кабінету спеціальних історичних дисциплін цього ж вузу. З 2007 році — доцент кафедри давньої історії України та архівознавства. У 2003 році захистив кандидатську дисертацію на тему «Рід Даниловичів у кінці XVI — на початку XVIII ст.: історико-генеалогічне дослідження». Також відомий за вислів "було би є".  Вважається найкращим викладачем ЛНУ за думкою більшості студентів.  Завжди підтримує і вірить у своїх студентів.
Сфера наукових зацікавлень: генеалогія, історія спеціальних історичних дисциплін.

## Найважливіші праці
- До питання про фінансово-економічне життя польської магнатерії середини XVII ст. // Питання стародавньої та середньовічної історії, археології й етнології. Т. 2. — Чернівці, 2000. — С. 191—196 (укр.)
- Коронний підскарбій Миколай Данилович // Наукові зошити історичного факультету. Вип. 3. — Львів, 2000. — С. 32-40. (укр.)
- Формування магнатської клієнтели на українських землях (на прикладі родини Даниловичів) // Наукові зошити історичного факультету Львівського національного університету ім. І. Франка. Зб. наук. праць. / Відп. ред. А. Козицький. — Вип. 7. — Львів, 2005. — С. 58—72. (укр.)
- Допоміжні/спеціальні історичні дисципліни у Львівському університеті імені Івана Франка у 1939—2008 рр. // Наукові зошити історичного факультету Львівського університету. Зб. наук. праць. — Вип. 10. — Львів, 2009. — С. 188—198. [0,5 друк. арк.] [співавт. Р. Шуст] (укр.)
- Спеціальні історичні дисципліни. Зошит 2. Генеалогія. — Львів, 2008. 118 с. [співавтор: Л. Войтович].(укр.)